# Lucky!
Lucky! é o oitávo álbum de estúdio da cantora brasileira Sandra de Sá, lançado em 1991.

## Faixas[2]
1. "A Gente Leva o Que Vier" (Paulo Sergio Valle / Augusto César)
2. "Lucky" (Renato Rocketh)
3. "Saudade" (Chico Roque / Carlos Colla)
4. "Outra Vez Você e Eu" (Paulo Sergio Valle / Augusto César)
5. "Contrato Assinado" (Paulo Sérgio Valle / Chico Roque)
6. "Mais do Mesmo" (Lobos / Renato Rocha / Renato Russo / Marcelo Bonfá)
7. "Não Tem Saída" (Paulo Sérgio Valle / Augusto César)
8. "Tô Indo Embora" (Paulo Sérgio Valle / Augusto César)
9. "Dependendo de Você" (Paulo Sérgio Valle / Prêntice / Ed Wilson)
10. "Se Liga!" (Carlos Colla / Marcos Valle)
11. "Blues da Piedade" (Roberto Frejat / Cazuza)
12. "I Love Baby [Can't Take My Eyes of You] (Bob Gaudio / Bob Crewe)

## Presença em Trilhas Sonoras de Novelas
Duas canções foram incluídas em trilhas sonoras de novelas, ambas exibidas pela TV Globo. A primeira foi "Tô Indo Embora", incluída em "Perigosas Peruas", de Carlos Lombardi, exibida em 1992, como tema do personagem "João Maluco" de Felipe Martins. Já "Contrato Assinado" foi tema da personagem "Simone", de Vera Holtz na novela "De Corpo e Alma", de Gloria Perez, exibida entre 1992 e 1993. Nessa mesma trama a canção foi usada também nas vinhetas de intervalo da exibição brasileira. 